# Bombenanschlag auf der Piazza Fontana

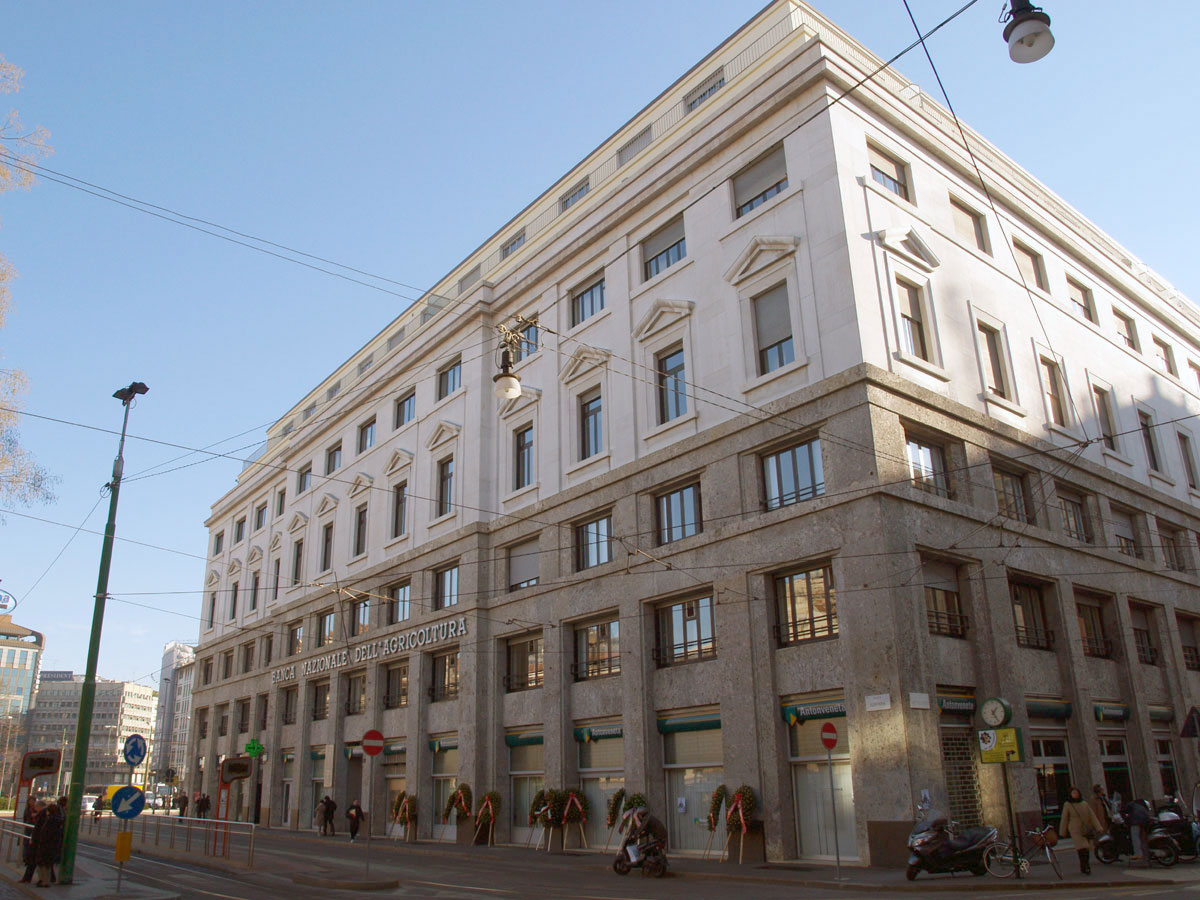
Banca Nazionale dell‘Agricoltura an der Piazza Fontana

Der Bombenanschlag auf der Piazza Fontana am 12. Dezember 1969 war der erste große rechtsterroristische Anschlag in der italienischen Nachkriegsgeschichte. Gegen 16:37 Uhr explodierte vor dem Hauptsitz der Banca Nazionale dell’Agricoltura in Mailand eine Bombe, die 17 Menschen tötete und 88 zum Teil schwer verletzte.

## Historischer Kontext
Der Bombenanschlag auf der Piazza Fontana war der Ausgangspunkt für eine bis 1982 anhaltende Welle rechtsterroristischer Gewalt, die ihren Höhepunkt im Anschlag von Bologna 1980 fand. In diesen Jahren fanden 3069 Terrorakte und 2925 weitere politische Gewalttaten von Rechtsextremen statt (über 150 allein 1969), denen insgesamt 186 Tote und 572 Verletzte zum Opfer fielen. Zwischen 1970 und 1984 sollen etwa 572 Rechtsextreme in 113 Terrorgruppen aktiv gewesen sein.

## Der Anschlag und seine Nachgeschichte

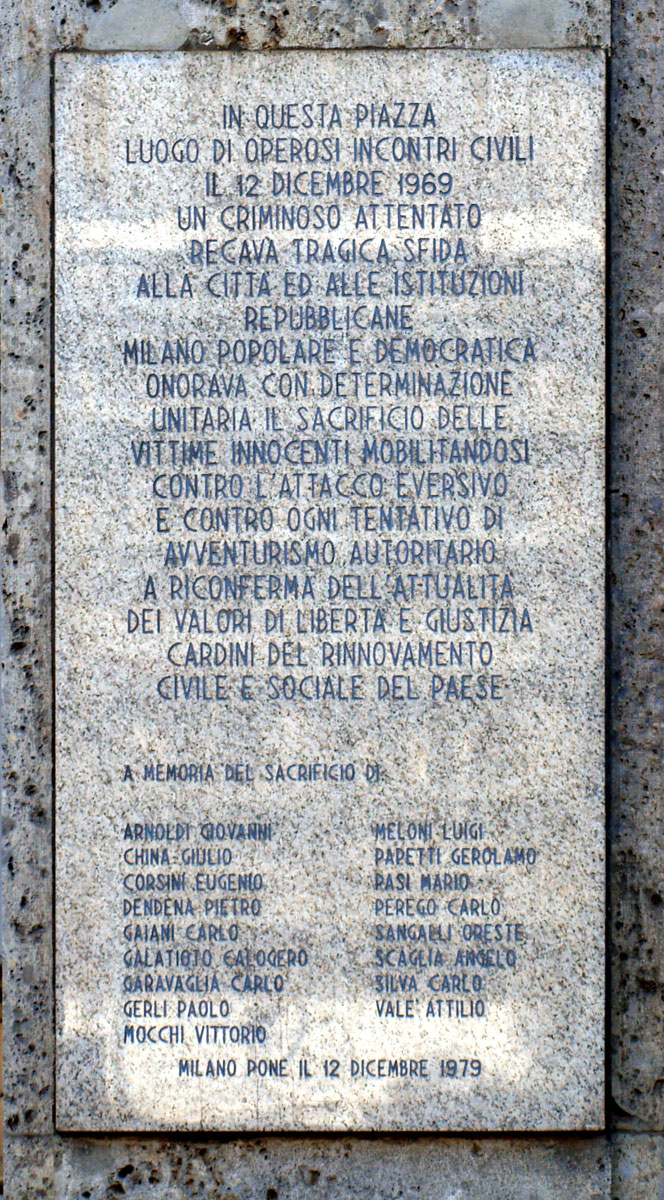
Gedenktafel für die Opfer des Anschlags in Mailand

In der Vorweihnachtszeit tötete die Bombe auf der Piazza Fontana vierzehn Menschen sofort. Weitere Opfer starben im Krankenhaus, sodass insgesamt 17 Menschen ums Leben kamen; über 80 weitere wurden verletzt.
Der Anschlag in der Mailänder Landwirtschaftsbank war nicht der einzige für diesen Tag geplante. Vielmehr bettete er sich in eine zeitlich abgestimmte Bombenserie ein. Ein Bankangestellter fand um 16:25 Uhr in der Filiale der italienischen Handelsbank an der Piazza della Scala in einer abgestellten Aktentasche eine Bombe. Er konnte sie noch rechtzeitig im Hof der Bank vergraben. In Rom ereigneten sich fast gleichzeitig drei weitere Detonationen. Etwa um 16:45 Uhr explodierte in der Via Veneto im Gebäude der Banca Nazionale del Lavoro eine Bombe, die 14 Angestellte verletzte. Zwei weitere Bomben explodierten auf der Piazza Venezia in Rom im Abstand von zehn Minuten. Diese verletzten drei Zivilisten und einen Polizisten.
Die Attentate in Rom und Mailand wurden von Anhängern der Ordine Nuovo (ON) durchgeführt. Die Haupttäter waren Franco Freda (* 1941) und Giovanni Ventura (1944–2010). Die Planung und Leitung des Mailänder Anschlags übernahm der ON-Führer Pino Rauti. Nach dem Anschlag gelang es Freda zu fliehen. Er konnte jedoch 1979 in Costa Rica festgenommen werden.

## Film
Der 12. Dezember (Originaltitel 12 dicembre. Lotta continua) ist ein Dokumentarfilm von Pier Paolo Pasolini aus dem Jahr 1972. Der Film wurde 1972 im Forum der Berlinale uraufgeführt.